# Anemia
Anemia, rod papratnica iz porodice Anemiaceae, dio reda Schizaeales. ponekad se vrste ovog roda roda uklapaju u porodicu Schizaeaceae. 
Postoji 117 vrsta i 10 hibrida rasprostranjenih poglavito u neotropskom području (Brazil sa 61 i Meksiko sa 20 vrsta), 17 vrsta Africi i Madagaskaru, od kojih se jedna širi sve do Indijskog potkontineta, A. schimperiana subsp. wightiana

## Vrste
1. Anemia abbottii Maxon
2. Anemia adiantifolia (L.) Sw.
3. Anemia affinis Baker
4. Anemia andersonii Mickel & Labiak
5. Anemia angolensis Alston
6. Anemia antrorsa Mickel
7. Anemia aspera (Fée) Baker
8. Anemia aurita (Sw.) Sw.
9. Anemia australis (Mickel) M. Kessler & A. R. Sm.
10. Anemia barbatula Christ
11. Anemia bartlettii Mickel
12. Anemia blechnoides Sm.
13. Anemia brandegeei Davenp.
14. Anemia brunnea J. Prado & R. Y. Hirai
15. Anemia buniifolia (Gardner) T. Moore
16. Anemia caffrorum (L.) Christenh.
17. Anemia cicutaria Kunze
18. Anemia clinata Mickel
19. Anemia colimensis Mickel
20. Anemia collina Raddi
21. Anemia coriacea Griseb.
22. Anemia costata Sehnem
23. Anemia cuneata Poepp. ex Spreng.
24. Anemia dardanoi Brade
25. Anemia delphinopolica Doweld
26. Anemia dentata Gardner ex Field & Gardner
27. Anemia denticulata Mickel
28. Anemia donnell-smithii Maxon
29. Anemia dregeana Kunze
30. Anemia elaphoglossoides Mickel
31. Anemia elegans (Gardner) C. Presl
32. Anemia eriodes Mickel
33. Anemia eximia Taub.
34. Anemia familiaris Mickel
35. Anemia ferruginea Kunth
36. Anemia flexuosa (Sav.) Sw.
37. Anemia gardneri Hook.
38. Anemia glareosa Gardner
39. Anemia gomesii Christ
40. Anemia gracilis Schrad.
41. Anemia guatemalensis Maxon
42. Anemia herzogii Rosenst.
43. Anemia hirsuta (L.) Sw.
44. Anemia hirta (L.) Sw.
45. Anemia hispida Kunze
46. Anemia humilis (Cav.) Sw.
47. Anemia imbricata Sturm
48. Anemia intermedia Copel. ex M. E. Jones
49. Anemia irwinii Mickel
50. Anemia jaliscana Maxon
51. Anemia karwinskyana (C. Presl) Prantl
52. Anemia labiakii Mickel
53. Anemia lanata Mickel
54. Anemia lancea Christ
55. Anemia lanipes C. Chr.
56. Anemia lanuginosa Bong.
57. Anemia lepigera (Baker) Christenh.
58. Anemia lindsaeoides Mickel
59. Anemia luetzelburgii Rosenst.
60. Anemia madagascariensis C. Chr.
61. Anemia mandiocana Raddi
62. Anemia marginalis (Sav.) Christenh.
63. Anemia marginata Mickel
64. Anemia mexicana Klotzsch
65. Anemia mickelii L. S. Rabelo & Schwartsb.
66. Anemia millefolia (Gardner) C. Presl
67. Anemia mohriana Christenh.
68. Anemia multiplex Mickel
69. Anemia munchii Christ
70. Anemia mynsseniana Mickel
71. Anemia myriophylla Christ
72. Anemia nervosa Pohl ex Sturm
73. Anemia nicaraguensis Mickel
74. Anemia nigerica Alston
75. Anemia nudiuscula (J. P. Roux) Christenh.
76. Anemia oblanceolata Mickel
77. Anemia oblongifolia (Cav.) Sw.
78. Anemia obovata Underw. ex Maxon
79. Anemia organensis Rosenst.
80. Anemia paripinnata Labiak & Mickel
81. Anemia patens Mickel & Labiak
82. Anemia perrieriana C. Chr.
83. Anemia phyllitidis (L.) Sw.
84. Anemia pinnata Sehnem
85. Anemia porrecta Mickel
86. Anemia portoricensis Maxon
87. Anemia presliana Prantl
88. Anemia pubescens Mickel & Labiak
89. Anemia pyrenaea Taub.
90. Anemia raddiana Link
91. Anemia rauhiana Mickel
92. Anemia repens Raddi
93. Anemia retroflexa Brade
94. Anemia rosulata Mickel
95. Anemia rotundifolia Schrad.
96. Anemia rutifolia Mart.
97. Anemia salvadorensis Mickel & Seiler
98. Anemia saxatilis (J. P. Roux) Christenh.
99. Anemia schimperiana C. Presl
100. Anemia semihirsuta Mickel
101. Anemia sertaneja Mickel & Labiak
102. Anemia sessilis (Jeanp.) C. Chr.
103. Anemia simii Tardieu
104. Anemia simplicior (Christ) Mickel
105. Anemia smithii Brade
106. Anemia speciosa C. Presl
107. Anemia spicantoides Mabb.
108. Anemia tabascana Carv.-Hern., E. E. Cord. & T. Krömer
109. Anemia tenera Pohl
110. Anemia tomentosa (Sav.) Sw.
111. Anemia trichorhiza Gardner
112. Anemia underwoodiana Maxon
113. Anemia vestita (Baker) Christenh.
114. Anemia villosa Humb. & Bonpl. ex Willd.
115. Anemia warmingii Prantl
116. Anemia wettsteinii Christ
117. Anemia wrightii Baker
118. Anemia × candidoi Brade
119. Anemia × didicusana L. D. Gómez
120. Anemia × espiritosantensis Brade
121. Anemia × mexiae L. S. Rabelo & Schwartsb.
122. Anemia × paraphyllitidis Mickel
123. Anemia × promiscua L. S. Rabelo & Schwartsb.
124. Anemia × recondita Mickel
125. Anemia × semihispida L. S. Rabelo & Schwartsb.
126. Anemia × ulbrichtii Rosenst.
127. Anemia × zanonii Mickel